# New Market (Tennessee)
New Market és una població dels Estats Units a l'estat de Tennessee. Segons el cens del 2000 tenia 1.234 habitants.

## Demografia
Segons el cens del 2000, New Market tenia 1.234 habitants, 473 habitatges, i 366 famílies. La densitat de població era de 184,7 habitants/km².
Dels 473 habitatges en un 30,2% hi vivien nens de menys de 18 anys, en un 61,7% hi vivien parelles casades, en un 11,2% dones solteres, i en un 22,6% no eren unitats familiars. En el 20,7% dels habitatges hi vivien persones soles el 10,4% de les quals corresponia a persones de 65 anys o més que vivien soles. El nombre mitjà de persones vivint en cada habitatge era de 2,61 i el nombre mitjà de persones que vivien en cada família era de 2,98.
Per edats la població es repartia de la següent manera: un 23,9% tenia menys de 18 anys, un 8,1% entre 18 i 24, un 28,7% entre 25 i 44, un 25,3% de 45 a 60 i un 14% 65 anys o més.
L'edat mediana era de 38 anys. Per cada 100 dones de 18 o més anys hi havia 95,2 homes.
La renda mediana per habitatge era de 39.583 $ i la renda mediana per família de 45.298 $. Els homes tenien una renda mediana de 29.828 $ mentre que les dones 19.900 $. La renda per capita de la població era de 17.439 $. Entorn del 4,3% de les famílies i el 5,7% de la població estaven per davall del llindar de pobresa.

## Poblacions més properes
El següent diagrama mostra les poblacions més properes.